# Bill Davey
Bill Davey (ur. 20 lipca 1966 w Rochester) – amerykański kulturysta, model fitness.

## Życiorys
W dzieciństwie był wysoki i chudy, zanim zajął się kulturystyką. Zaczął podnosić ciężary, gdy miał 16 lat. Uzyskał tytuł licencjata i magistra z fizjologii ćwiczeń na Uniwersytecie Wisconsin-LaCrosse, gdzie grał w uczelnianej drużynie baseballowej. Po ukończeniu studiów, w wieku 19 lat na poważnie zainteresował się fitnessem. Przeniósł się ze staniu Wisconsin na Florydę i podjął się pracy osobistego trenera. 
Szybko rozwinął swój własny interes o nazwie Body By Bill, zajął się także sportem kulturystycznym. 
Często pojawia się na okładkach magazynów fitness i pism kulturystycznych, w tym „MuscleMag International” (w październiku 1996), „MuscleMag International” (w październiku 1996), „Natural Bodybuilding & Fitness” (w listopadzie 1996 i listopadzie 1999) i „Muscle Media 2000” (w grudniu 1996). Trzykrotnie pozował dla amerykańskiej edycji „Muscular Development” (w lipcu 1997, w lutym 1998 i listopadzie 1998), dwukrotnie brał udział w sesji zdjęciowej dla „MuscleMag International” (w listopadzie 2000 i marcu 2001).
- Warunki fizyczne
  - wzrost: 183 cm
  - waga: 97−100 kg

## Osiągnięcia w kulturystyce
| Rok  | Federacja kulturystyczna          | Mistrzostwa                      | Kategoria        | Rezultat            |
| ---- | --------------------------------- | -------------------------------- | ---------------- | ------------------- |
| 1992 |                                   | Florida West Coast Championships | waga lekkociężka | całkowity zwycięzca |
| 1994 | National Physique Committee (NPC) | Florida West Coast Championships | waga lekkociężka | całkowity zwycięzca |
| 1994 | National Physique Committee (NPC) | Sarasota Championship            | waga ciężka      | całkowity zwycięzca |
| 1994 | National Physique Committee (NPC) | Naples Championship              | waga ciężka      | całkowity zwycięzca |
| 1995 | ANBC                              | USA Nationals Championships      |                  | I m-ce              |
| 1995 | ANBC                              | Tampa Bay Natural Championships  |                  | całkowity zwycięzca |
| 1996 | National Physique Committee (NPC) | Musclemania                      | waga ciężka      | I m-ce              |
| 1996 | National Physique Committee (NPC) | Team Universe Championships      | waga superciężka | VII m-ce            |
| 1996 | National Physique Committee (NPC) | Junior Nationals Championships   | waga ciężka      | poza czołówką       |
| 1996 | WNBF                              | Pro Natural World                |                  | XII m-ce            |
| 1997 | Amateur Athletic Union (AAU)      | Mr America                       | waga ciężka      | I m-ce              |
| 1997 | Amateur Athletic Union (AAU)      | Mr America                       |                  | całkowity zwycięzca |
| 2000 |                                   | Musclemania                      | Professional     | IV m-ce             |
| 2002 |                                   | Musclemania                      | Professional     | VII m-ce            |
| 2002 |                                   | Musclemania Superbody            | Professional     | I m-ce              |